# Sparkasse Pottenstein N.Ö.
Die Sparkasse Pottenstein N.Ö. ist ein niederösterreichisches Bankunternehmen mit Sitz in Pottenstein. Es wurde 1873 als Vereinssparkasse gegründet.
Die Sparkasse ist Mitglied des Kooperations- und Haftungsverbundes der österreichischen Sparkassen und des österreichischen Sparkassenverbandes.

## Geschichte
Am 19. Mai 1873 wurde die Gründung des Sparkassenvereins Pottenstein eingeleitet, am 1. Juni 1874 wurde die Geschäftstätigkeit aufgenommen. Nach der Rückzahlung des Gründungsfonds richtete das Geldinstitut 1881 eine erste Stiftung zur Versorgung der Ortsarmen ein. 1896 bezog die Sparkasse das ehemalige Pottensteiner Schulgebäude neben dem Pfarrhaus. 1926 erfolgte die Einführung des Tagesverkehrs. 
1942 wurde die Geschäftsstelle Berndorf als erste Außenstelle eröffnet. In Hirtenberg erfolgte 1960 die Eröffnung der zweiten Geschäftsstelle. Die Hauptanstalt übersiedelte 1968 in einen Neubau am Hauptplatz 5. 
1991 wurde die Hauptanstalt Pottenstein erweitert und generalsaniert, der Einlagenstand überstieg erstmals die Grenze von 1 Milliarde Schilling. Mittlerweile verwaltet das Institut Einlagen in Höhe von rund 151 Mio. € (2009) und der Stand der Ausleihungen (Kredite und Darlehen) beträgt rd. 148 Mio. € (2009). 2000 erfolgte die Umgestaltung der Hauptanstalt, die Erweiterung der Kundenräume in der Geschäftsstelle Berndorf und die Eröffnung des Wohnbaucenters in der Alexanderstraße in Berndorf. 2009 wird die Außenansicht an das Corporate Design der Sparkassengruppe angepasst
In den Jahren 2011–2013 folgten Modernisierungen und Erweiterungen von Büro und Schalterräumlichkeiten in allen Geschäftsstellen. Im Jahr 2013 feierte die Sparkasse Pottenstein N.Ö. ihr 140-jähriges Bestehen.